# Sandbach (Breuberg)
Sandbach (odenwälderisch Somboch) ist ein Stadtteil von Breuberg im Odenwaldkreis in Hessen. Mit über 3000 Einwohnern ist Sandbach der größte Stadtteil und Sitz der Stadtverwaltung.

## Geographische Lage
Sandbach liegt im nördlichen Odenwald im Tal der Mümling. Im Südwesten grenzt es an Dusenbach, einen Ortsteil von Höchst, im Osten an Neustadt, ebenfalls ein Ortsteil von Breuberg. Neben dem alten Ortskern besteht ein großes Gewerbegebiet mit zwei Gummifabriken. Durch Sandbach verläuft die Bundesstraße 426, welche den Ort jedoch südlich umgeht. Nordöstlich des Ortskerns liegt auf einer Anhöhe die Burg Breuberg, die der Gesamtstadt ihren Namen gegeben hat.

## Geschichte
Die älteste erhaltene Erwähnung von Sandbach stammt von 770. Es wird darin als Standort einer Kirche erwähnt. Diese musste 1445 einem Neubau weichen, auf den die heutige evangelische Kirche zurückgeht. In ihr wurden seit dem 15. Jahrhundert die Grafen von Wertheim bestattet. Am 14. Mai 1537 wurde, wie in der gesamten Herrschaft Breuberg, in Sandbach per Erlass von Gräfin Barbara zu Wertheim die Reformation eingeführt. Bis ins 19. Jahrhundert war Sandbach landwirtschaftlich geprägt. 
Mit der Herrschaft Breuberg kam der Ort 1806 zum Großherzogtum Hessen. Nach Auflösung der alten Amtsstruktur 1822 fiel der Ort in den Zuständigkeitsbereich des Landgerichts Höchst, nach der Reichsjustizreform von 1877 ab 1879 in den des Amtsgerichts Höchst im Odenwald.
Als Friedrich Veith hier 1903 die Veith-Werke als Fabrik für Gummireifen gründete (heute Sitz der Pirelli Deutschland GmbH), wurde der Ort auch als Industriestandort bekannt. Am 1. Oktober 1971 schloss sich Sandbach anlässlich der hessischen Gebietsreform mit den Gemeinden Hainstadt, Wald-Amorbach und der Stadt Neustadt zur neuen nach der zentral auf dem Gemeindegebiet liegenden Burg benannten Stadt Breuberg zusammen. Die Stadtverwaltung saß fortan in Sandbach, dem größten Ortsteil.

## Infrastruktur
Sandbach verfügt über eine Grundschule sowie eine evangelische Kirche. Im Ort bestehen die Freiwillige Feuerwehr Sandbach und der Sportverein SG Sandbach.
Nördlich von Sandbach liegt am Waldrand die private Median-Klinik.

## Verkehr
Der Ortsteil war durch die Bahnstrecke Aschaffenburg–Höchst (Odenwald) mit dem Bahnhof Sandbach (Odenw) an den SPNV angebunden.
Seit Stilllegung der Strecke ist der nächstgelegene Bahnhof Höchst (Odenw) an der Odenwaldbahn.

## Sehenswürdigkeiten
Bauwerke

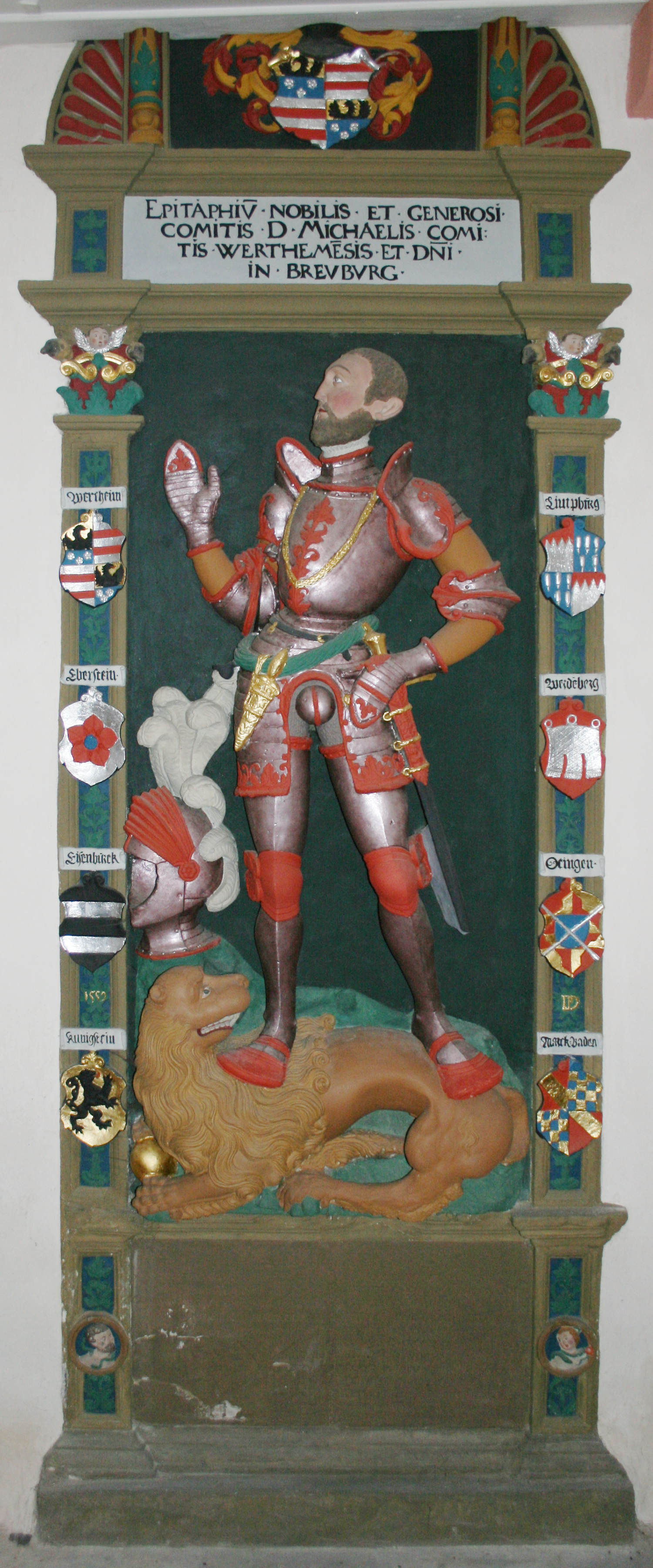
Epitaph des letzten Wertheimer Grafen Michael III. von Wertheim († 1556) in der Evangelischen Kirche des Ortes

- Hohlstraße 9, denkmalgeschützte Hofreite
- Evangelische Kirche Sandbach
- Das Jagdschlösschen Carlsruhe, heute Gemeindehaus

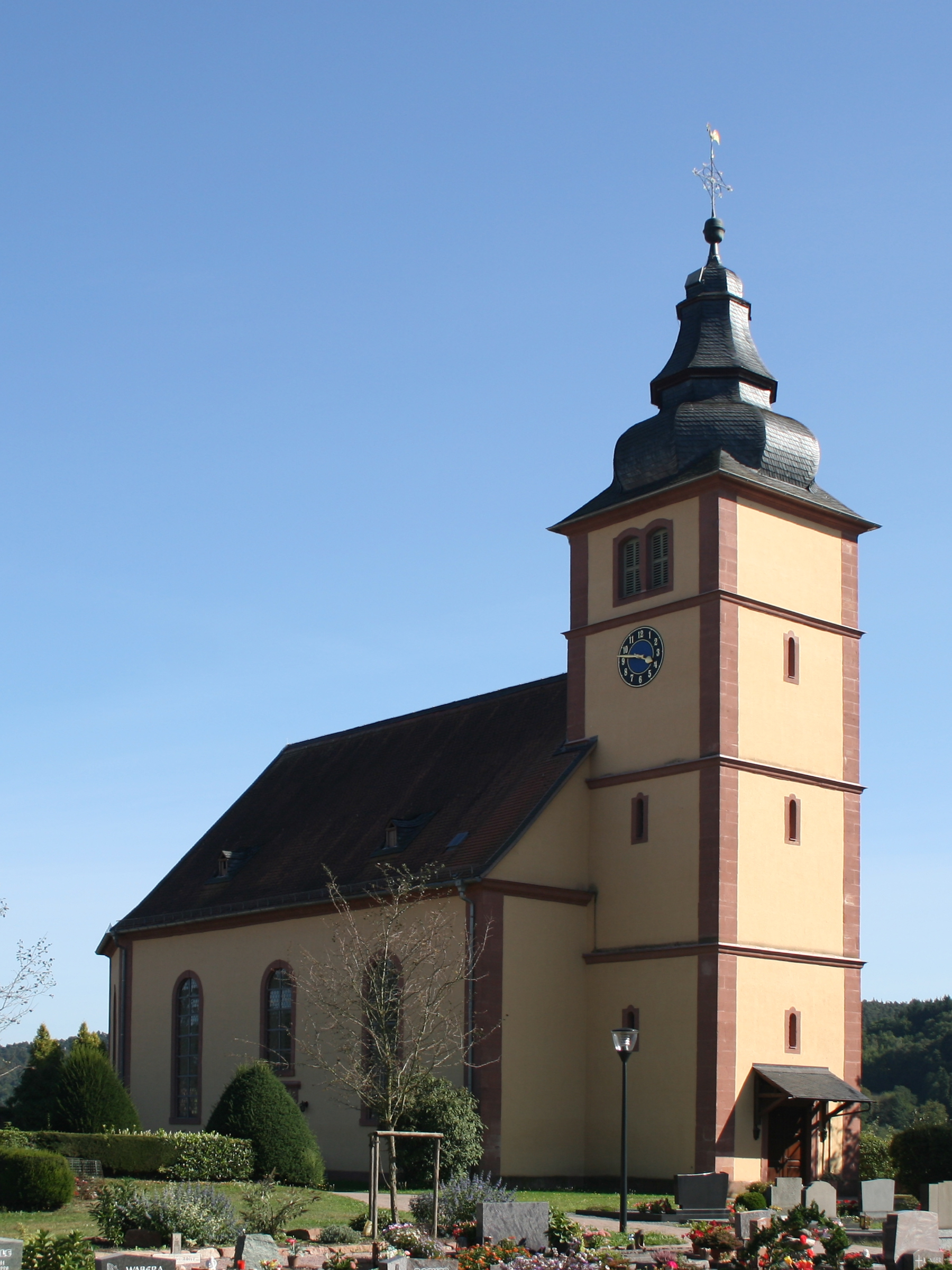
Die Evangelische Kirche in Sandbach
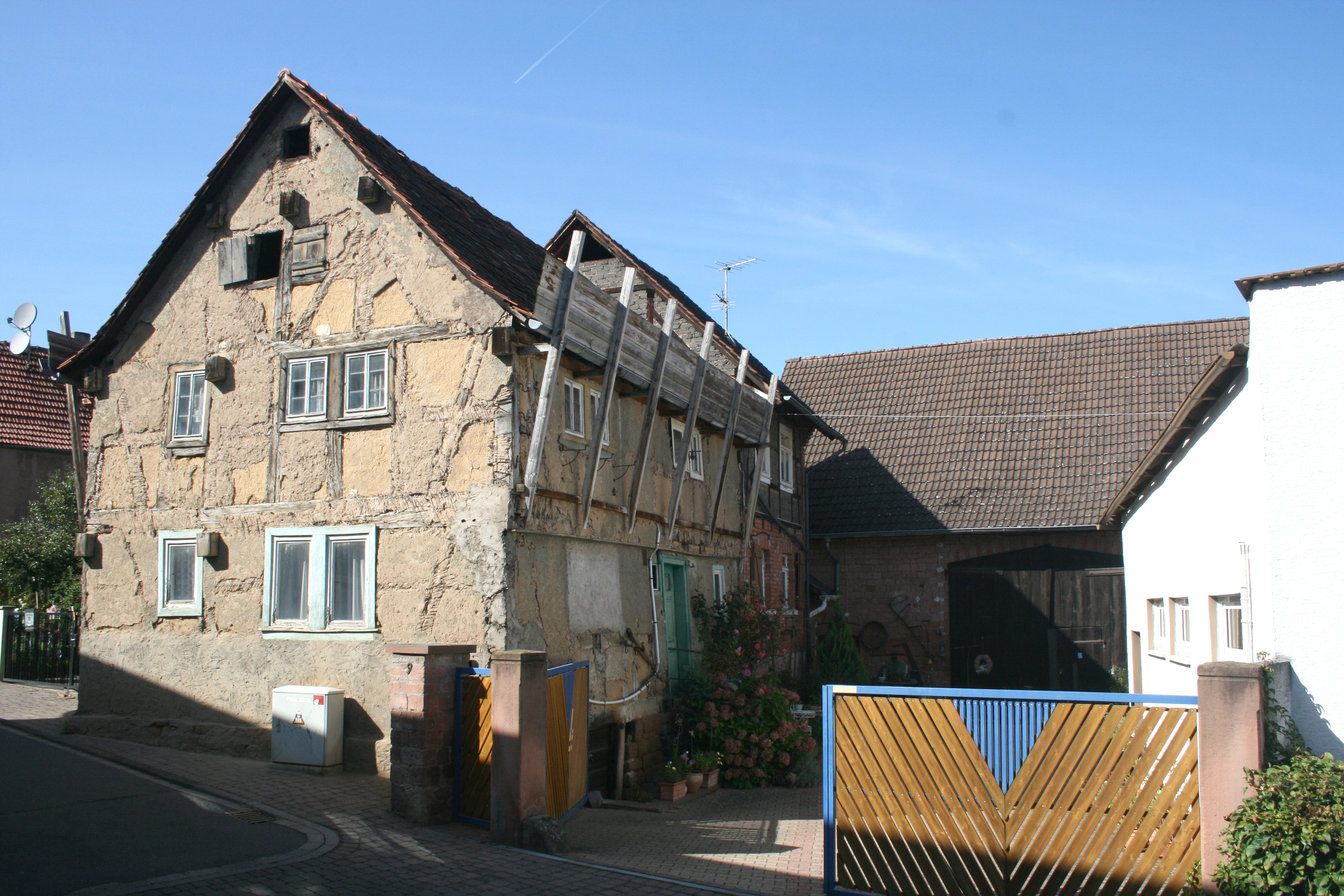
Die denkmalgeschützte Hofreite
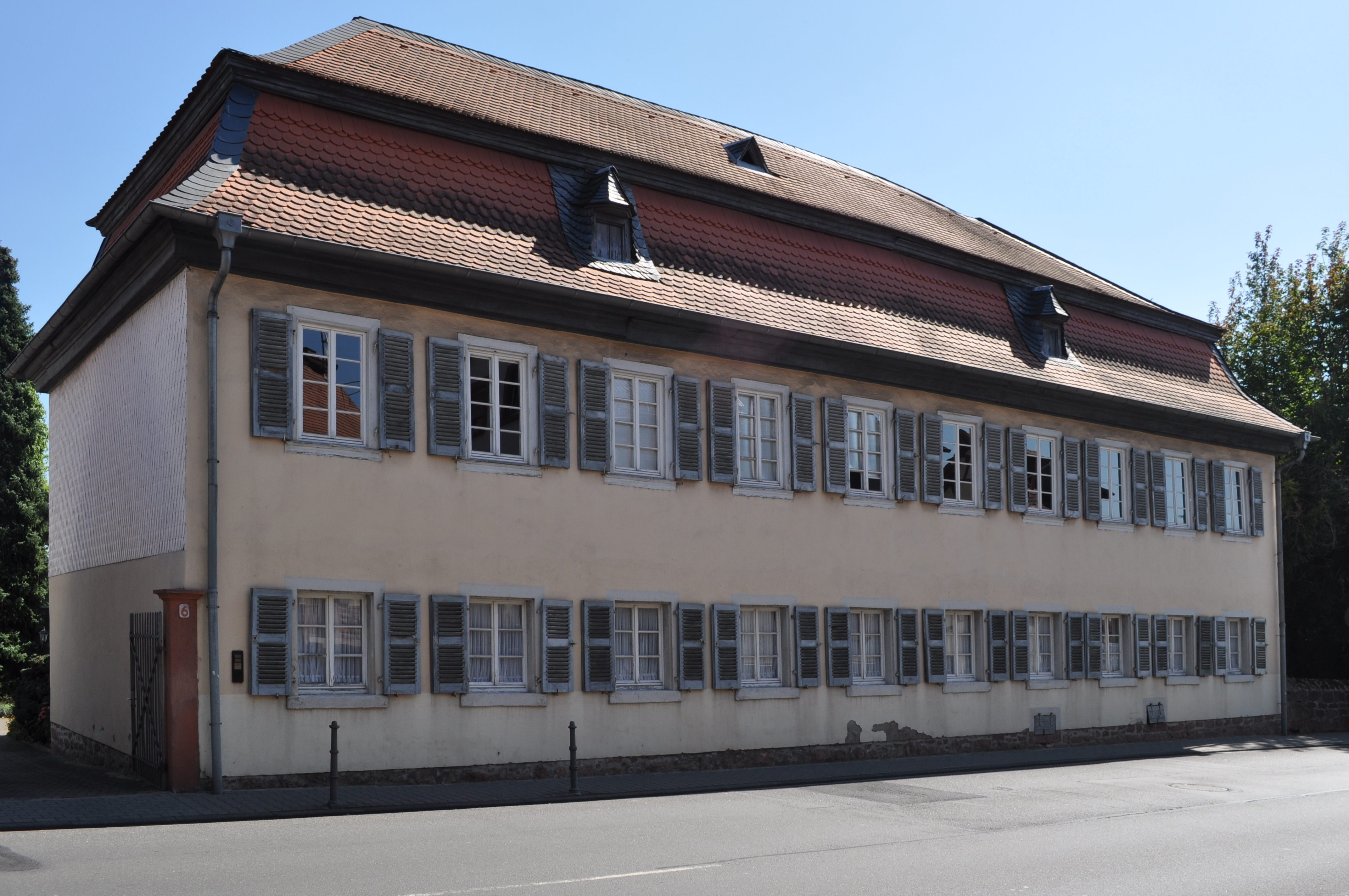
Gemeindehaus und ehemaliges Jagdschlösschen Carlsruhe

## Persönlichkeiten
- Ralph Berner (* 1968), Radsportler und Mountainbiker, wurde in Sandbach geboren
- Oka Nikolov (* 1974), Torwart von Eintracht Frankfurt, wuchs in Sandbach auf und begann seine Karriere bei der SG Sandbach.